# Judy Bankhead
Judy Bankhead (nascida em 1951) é uma fotógrafa americana.
O seu trabalho encontra-se incluído nas colecções do Museu de Belas-Artes de Houston e do Tyler Museum of Art.